# Дунчжи
Дунчжи (кит. упр. 冬至, пиньинь Dōngzhì, буквально: «Вершина зимы») — праздник зимнего солнцестояния в Китае и странах китайского культурного влияния. Это один из важнейших праздников годового цикла. Он отмечается 22 декабря (иногда в день до или после 22 декабря), когда световой день наиболее краток.
Идея праздника берёт начало в концепции баланса инь и ян, от которого зависит космическая гармония. С увеличением светового дня после зимнего солнцестояния энергия ян начинает возрастать. Символически это выражается гексаграммой И Цзина (復 fù — возвращение).

### Традиции праздника.
По традиции Дунчжи — это праздник, на который собирается вся семья. Это особенно важно в Южном Китае, где родственники, собравшись, едят сладкий суп с рисовыми клёцками танъюань (湯圓) и рисовые колобки, символизирующие единение. Часто к праздничному столу подаётся рисовое вино, часто с зёрнами липкого риса и цветами османтуса душистого.
В Северном Китае на Дунчжи едят пельмени. Начало этой традиции приписывается ханьскому Чжан Чжунцзину, который из сострадания к беднякам, отморозившим уши, приказал приготовить для них пельмени с бараниной. Поскольку пельмени по форме напоминают ухо, Чжан назвал это блюдо «qùhán jiāoěr tāng» (祛寒嬌耳湯), супом с пирожками, изгоняющий холод.
В старину в этот день также требовалось приносить жертвы в храмах предков. Однофамильцы, собравшись в храме, посвящённом общему предку, после жертвы устраивали совместный пир.